# Akira Tozawa
Akira Tozawa (Japans: 戸澤 陽, Tozawa Akira) (Nishinomiya, 22 juli 1985) is een Japans professioneel worstelaar die sinds 2016 actief is in de World Wrestling Entertainment.
Tozawa is een 16-voudig WWE 24/7 Champion en een voormalige NXT Cruiserweight Champion.
Hij werkte hiervoor 12 jaar lang bij de Japanse worstelorganisatie Dragon Gate (DG), waar hij een voormalige Open the Brave Gate, Open the Twin Gate, Open the Triangle Gate en Open the Owarai Gate Champion is. Tevens is hij een 2-voudig winnaar van 2011 en 2012 Summer Adventure Tag League. Ook heeft Tozawa gewerkt voor Dragon Gate's zuster promotie, Dragon Gate USA (DGUSA), Chikara en Pro Wrestling Guerrilla (PWG).

## Andere media
Tozawa maakte zijn videogamedebuut als speelbaar personage in WWE 2K18 en verscheen later in WWE 2K19 en WWE 2K20.

## Prestaties
- Anarchy Championship Wrestling
  - ACW U–30 Young Gun Championship (1 keer)[6]
- Cultaholic
  - Most Underrated Wrestler (2019)
- Dragon Gate
  - Open the Brave Gate Championship (1 keer)[6]
  - Open the Owarai Gate Championship (1 keer)[6]
  - Open the Triangle Gate Championship (2 keer) – met BxB Hulk & Naoki Tanisaki (1), Masato Yoshino & T-Hawk (1)[6]
  - Open the Twin Gate Championship (3 keer) – met BxB Hulk (2) & Shingo Takagi (1)[6]
  - Open The Triangle Gate Championship Tournament (2015)[7]
  - Summer Adventure Tag League (2011) – met BxB Hulk[7]
  - Summer Adventure Tag League (2012) – met BxB Hulk and Naoki Tanisaki[7]
- Pro Wrestling Illustrated
  - Gerangschikt op nummer 92 van de top 500 singles worstelaars in de PWI 500 in 2018[8]
- WWE
  - WWE 24/7 Championship (12 keer)[6]
  - WWE Cruiserweight Championship (1 keer)[6]
  - NXT North American Championship Invitational (2018)[9]